# Těnovice
Těnovice (dříve Těněvice a v letech 1921–1985 Těňovice, německy Teniowitz) jsou vesnice, část města Spálené Poříčí v okrese Plzeň-jih. Nachází se asi 2,5 kilometru severovýchodně od Spáleného Poříčí. Těnovice jsou také název katastrálního území o rozloze 4,69 km².

## Historie
První písemná zmínka o vesnici pochází z roku 1352.
Vesnice o sedmi lánech je poprvé zmíněna v roce 1360, kdy byla vlastněna bratry Ondřejem a knězem Zdeňkem. Ještě v předhusitské době byly Těnovice spojeny s Číčovem. Těnovické sídlo se stalo druhořadým a následně zaniklo. V 15. stoletím byly Těnovice poprvé krátce sloučeny se (Spáleným) Poříčím. Po smrti bratrů Jana a Ješka Pořičských z Dlouhé Vsi před rokem 1458 se o statek vedly spory a kolem roku 1510 ho získal Jan Číčovec z Číčova, který ho připojil zpět k Číčovu. Pak se zde vystřídalo několik majitelů, roku 1583 Těnovice koupil Václav Karel ze Svárova. Svárovští zde zřejmě na místě původní tvrze postavili zámeček, zřídili dvůr a také založili špitál pro šest místních chudých. Po třicetileté válce v Těnovicích k roku 1655 hospodařili tři sedláci a deset zahradníků. Po Svárovských získali Těnovice roku 1669 Hloškové ze Žampachu, od roku 1675 je drželi Engelové z Engelflussu. Roku 1721 je koupila hraběnka Anna Polyxena z Clary a Aldringen, rozené des Fours de Monte a Adinville, za 91 tisíc zlatých a připojila je definitivně ke Spálenému Poříčí. Zámek nebyl obýván a beze stopy zmizel. V polovině 18. století se zde připomíná dvanáct hospodářů a poměrně hodně řemeslníků: dva tkalci, krejčí, punčochář, panský sládek, bečvář, kovář, becí pastýř, podruh, mlynář, který měl v nájmu panský mlýn dále učitel, krčmář, a současně švec.

## Obyvatelstvo
| Rok            | 1869 | 1880 | 1890 | 1900 | 1910 | 1921 | 1930 | 1950 | 1961 | 1970 | 1980 | 1991 | 2001 | 2011 | 2021 |
| -------------- | ---- | ---- | ---- | ---- | ---- | ---- | ---- | ---- | ---- | ---- | ---- | ---- | ---- | ---- | ---- |
| Počet obyvatel | 289  | 286  | 267  | 236  | 233  | 267  | 227  | 157  | 156  | 124  | 116  | 109  | 121  | 107  | 113  |
| Počet domů     | 36   | 38   | 39   | 37   | 39   | 39   | 43   | 47   | 111  | 40   | 37   | 32   | 46   | 52   | 50   |

## Obecní správa
Při sčítání lidu v letech 1850–1985 byly Těnovice samostatnou obcí, nejprve v okrese Plzeň, v roce 1950 v okrese Blovice a od roku 1960 v okrese Plzeň-jih. Od 1. ledna 1986 jsou částí města Spálené Poříčí v okrese Plzeň-jih. V letech 1850–1920 a v letech 1950–1985 k obci patřilo Záluží a v letech 1961–1985 také Hořehledy a Lučiště. Tento stav zůstal nezměněn i po roce 1990.

## Pamětihodnosti

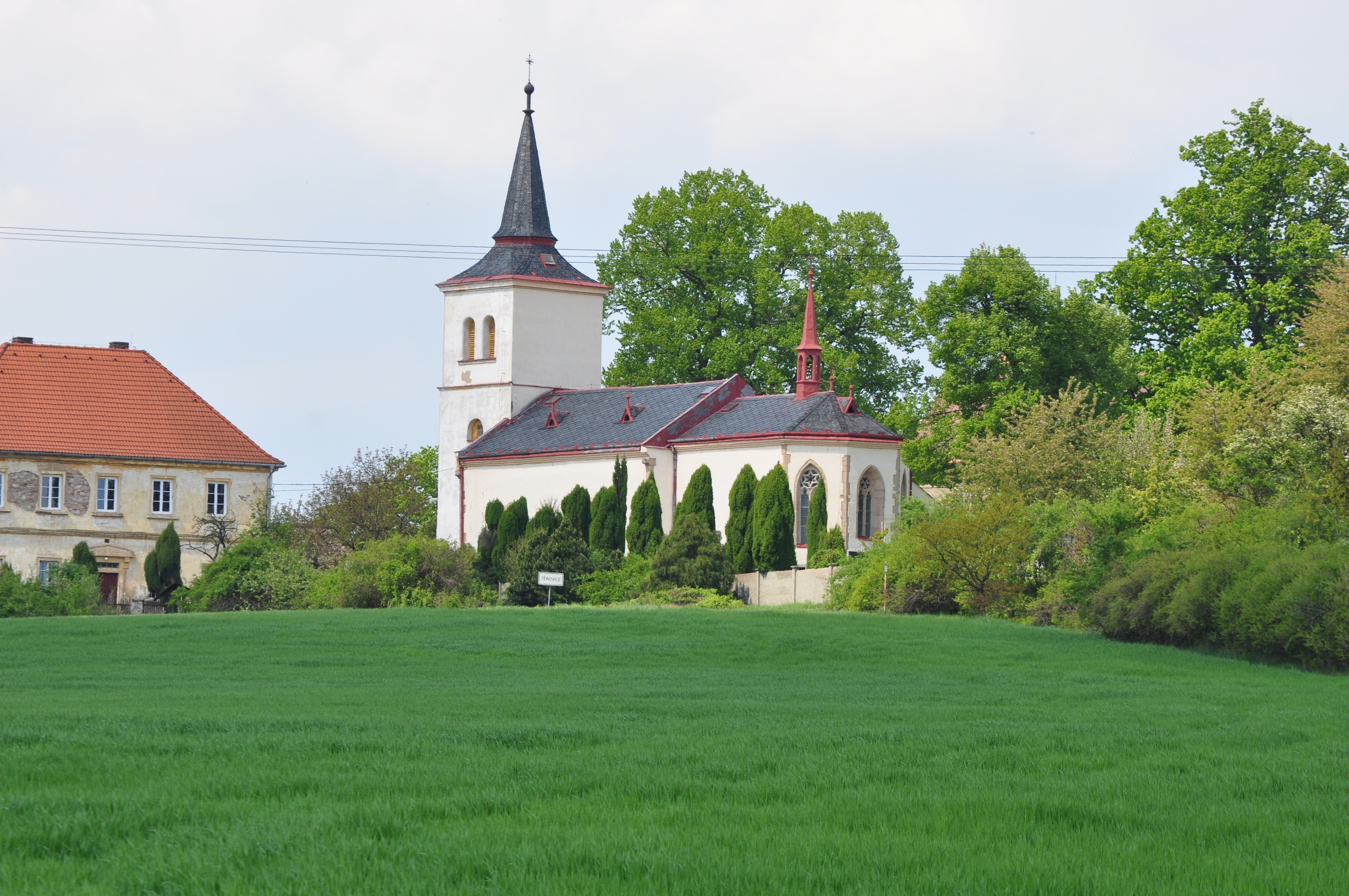
Kostel Nanebevzetí Panny Marie (Těnovice)

- Kostel Nanebevzetí Panny Marie je doložen v registrech papežských desátků již k roku 1352. Původně gotický kostel postavený na počátku 14. století. Koncem 17. století byl částečně zbarokizován.
- Barokní fara čp. 4
- Škola, která byla poprvé zmíněna v roce 1665
- Těnovická skála
- Buddhistická stúpa osvícení na Těnovické skále

## Osobnosti
- Klotylda Vuršrová (1864–1932), spolková činovnice, šachistka, sufražetka a feministka
- Václav Valenta-Alfa (1887–1954), blovický řídící učitel a legionářský spisovatel
- Antonín Palát (1899–1918), básník padlý na italské frontě